# Saints & Sinners (альбом Whitesnake)
Saints & Sinners (с англ. — «Святые и грешники») — пятый студийный альбом английской хард-рок-группы Whitesnake, выпущенный в 1982 году. Альбом достиг 9 позиции в UK Albums Chart. Две песни с этого альбома — «Crying in the Rain» и «Here I Go Again» — были позже перезаписаны для одноимённого альбома группы 1987 года.

## Запись
Работа над альбомом началась в 1981 году сразу после окончания тура в поддержку альбома Come an’ Get It. Вместе с тем в группе к тому моменту начало расти напряжение. Мики Муди сказал об этом в интервью 1997 года следующее:
К 81-му году люди устали. У нас было слишком много поздних вечеринок. Мы не зарабатывали даже близко к тем деньгам, которые должны были зарабатывать. Whitesnake всегда был в долгах, и я подумал: «Что это? Мы играем в самых крупных местах, и нам все ещё говорят, что мы в долгах, куда идут все деньги?». У нас не было много денег. А потом нам сказали, что у нас долги на 200 000 фунтов, когда у нас было «всего шесть золотых альбомов». Устали все, все злились и теряли терпение. К тому времени всё было кончено, дальше мы не могли идти. Группе сложно прожить более трёх-четырёх лет, не уставая друг от друга и не теряя идей. Ничто не вечно. Все хотели сделать что-то новое через несколько лет, записать сольный альбом или поработать с кем-нибудь ещё.
Муди покинул группу в декабре 1981 года, и вскоре после этого Дэвид Ковердэйл объявил остальным членам группы, что он решил приостановить её деятельность. Коврдэйл тоже устал от постоянной нехватки денег, поэтому и решил приостановить работу группы на время развода с менеджером группы Джоном Коллетой (который также был менеджером Deep Purple в 1968—1976). После этого Ковердэйл временно занялся делами, не связанными с Whitesnake.
В течение 1982 года в музыкальных изданиях появлялись новости: гитарист Берни Марсден вместе с басистом Нилом Мюрреем и ударником Яном Пейсом также покинули группу. С Дэвидом Ковердэйлом остался один Джон Лорд. Однако Берни Марсден в своей автобиографии рассказал, что остальных участников группы вызвали на собрание, чтобы сообщить им, что они «больше не являются частью Whitesnake».
В августе 1982 года Дэвид Ковердэйл пригласил Мики Муди в группу обратно. По словам Муди, «ближе к концу 1982 года мне позвонил Дэвид и сказал: „Мы хотим закончить альбом Saints & Sinners, и нам нужно записать бэк-вокал и т. д.“». В группу также вошли три новых участника: бывший гитарист Trapeze Мел Гэлли, бывший барабанщик Rainbow Кози Пауэлл и Колин Ходжкинсон на бас-гитаре.
Поскольку альбом был почти закончен, единственным вкладом нового состава в Saints & Sinners стал бэк-вокал, записанный Гэлли и Муди в Battery Studios в Лондоне. Партии ударных Яна Пейса и басовые партии Нила Мюррея остались нетронутыми.

## Список песен
| №  | Название             | Автор(ы)                       | Длительность |
| -- | -------------------- | ------------------------------ | ------------ |
| 1. | «Young Blood»        | Дэвид Ковердэйл, Берни Марсден | 3:30         |
| 2. | «Rough an’ Ready»    | Ковердэйл, Мики Муди           | 2:52         |
| 3. | «Bloody Luxury»      | Ковердэйл                      | 3:23         |
| 4. | «Victim of Love»     | Ковердэйл                      | 3:33         |
| 5. | «Crying in the Rain» | Ковердэйл                      | 6:00         |

| №   | Название               | Автор(ы)                                                 | Длительность |
| --- | ---------------------- | -------------------------------------------------------- | ------------ |
| 6.  | «Here I Go Again»      | Ковердэйл, Марсден                                       | 5:08         |
| 7.  | «Love an’ Affection»   | Ковердэйл, Муди                                          | 3:09         |
| 8.  | «Rock an’ Roll Angels» | Ковердэйл, Муди                                          | 4:07         |
| 9.  | «Dancing Girls»        | Ковердэйл                                                | 3:10         |
| 10. | «Saints an’ Sinners»   | Ковердэйл, Муди, Марсден, Нил Мюррей, Джон Лорд, Ян Пейс | 4:25         |

## Участники записи

### Whitesnake
- Дэвид Ковердэйл — вокал
- Мики Муди — гитара, бэк-вокал
- Берни Марсден — гитара
- Нил Мюррей — бас-гитара
- Иэн Пейс — барабаны, перкуссия
- Джон Лорд — клавишные

### Сессионные музыканты
- Мел Гэлли — бэк-вокал

### Запись
- Мартин Бёрч — продюсер, звукорежиссёр, микширование (сентябрь—октябрь 1982)
- Гай Бидмид — инженер
- Брайан Нью — ассистент инженера
- Стив Энжел — мастеринг
- Питер Мью — ремастеринг (Abbey Road Studios, Лондон, 2007)

## Чарты
| Год  | Чарт                     | Позиция |
| ---- | ------------------------ | ------- |
| 1982 | Finnish Albums Chart     | 7       |
| 1982 | UK Albums Chart          | 9       |
| 1982 | Austrian Top 40 Albums   | 14      |
| 1982 | Spanish Albums Chart     | 17      |
| 1982 | German Albums Chart      | 28      |
| 1982 | New Zealand Albums Chart | 41      |
| 1982 | Japanese Oricon LP Chart | 42      |
| 1982 | Swedish Albums Chart     | 45      |
| 1982 | Australian Albums Chart  | 65      |

| Год  | Название          | Чарт                               | Позиция |
| ---- | ----------------- | ---------------------------------- | ------- |
| 1982 | «Here I Go Again» | UK Singles Chart                   | 34      |
| 1982 | «Here I Go Again» | German Singles Chart               | 51      |
| 1982 | «Here I Go Again» | Australian Singles Chart           | 53      |
| 1982 | «Here I Go Again» | Новая Зеландия (Recorded Music NZ) | 34      |
| 1982 | «Here I Go Again» | Норвегия (VG-lista)                | 17      |

## Сертификации
| Страна         | Организация | Год  | Продажи               |
| Великобритания | BPI         | 1982 | Серебряный (+ 60,000) |